# Église Sainte-Anne d'Annapolis
Pour les articles homonymes, voir Église Sainte-Anne.
L'église Sainte-Anne d'Annapolis (en anglais : St. Anne's Church), ou église épiscopale Sainte-Anne (en St. Anne's Episcopal Church), est une église épiscopale historique située à Annapolis au Maryland.
Première église d'Annapolis, elle a été fondée en 1692 pour servir d'église paroissiale à la paroisse de Middle Neck nouvellement créée, l'une des 30 paroisses anglicanes originales de la province du Maryland (en). Il reste utilisé par la paroisse de Sainte-Anne, qui fait partie du diocèse épiscopal du Maryland (en).
Trois bâtiment distincts ont occupés le site pour servir d'église (1704-1775, 1792-1858 et depuis 1858).

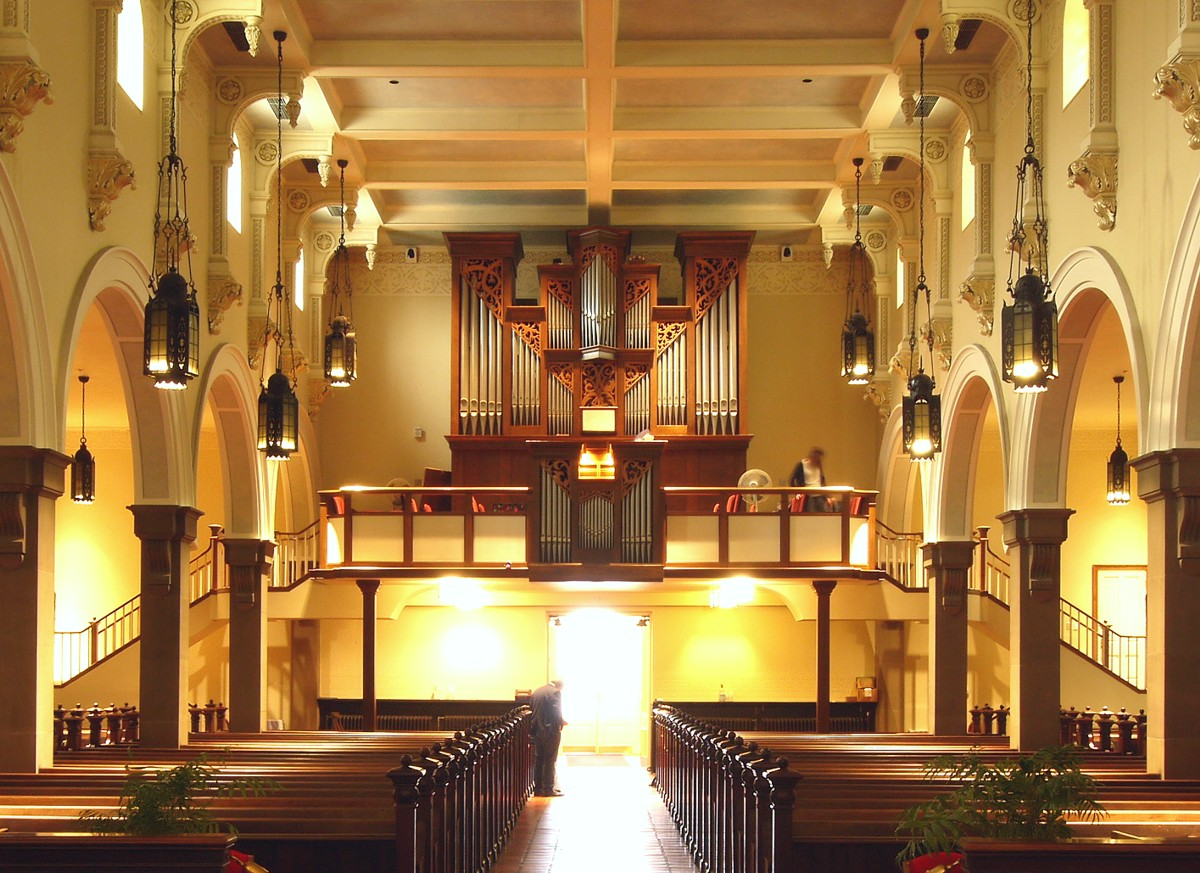
Intérieur.
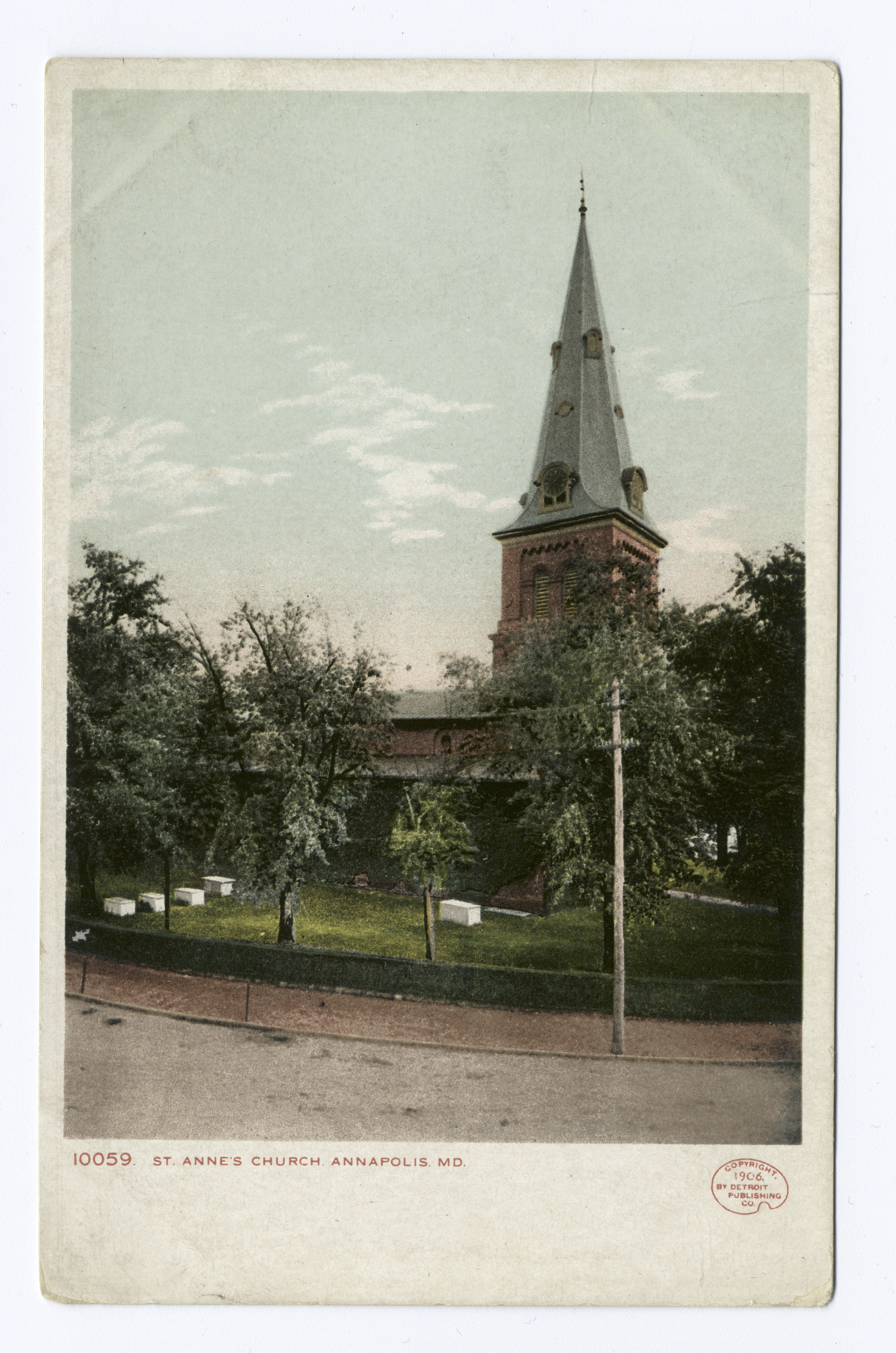
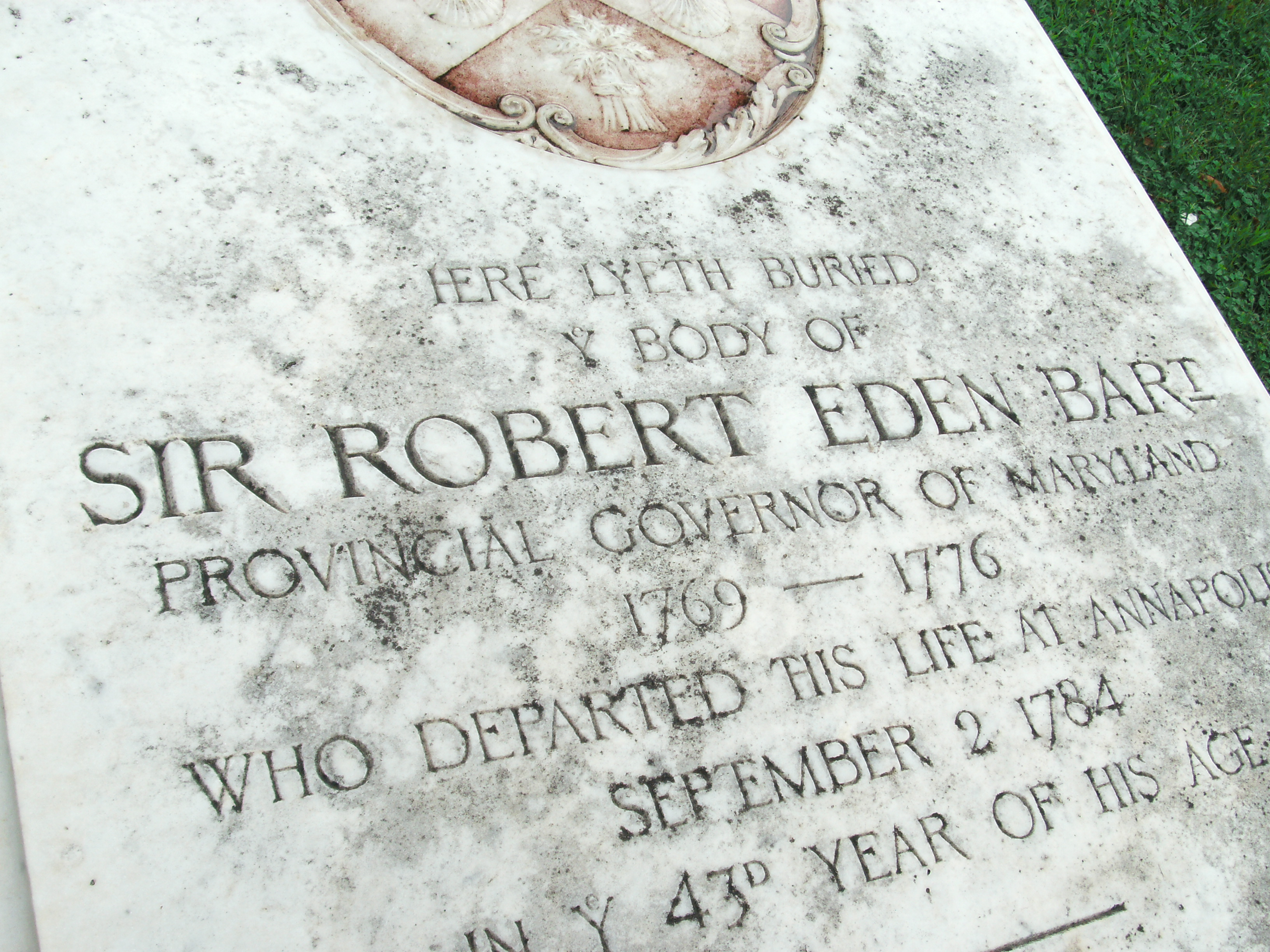
Détail d'une tombe.